# Edward Tuohy

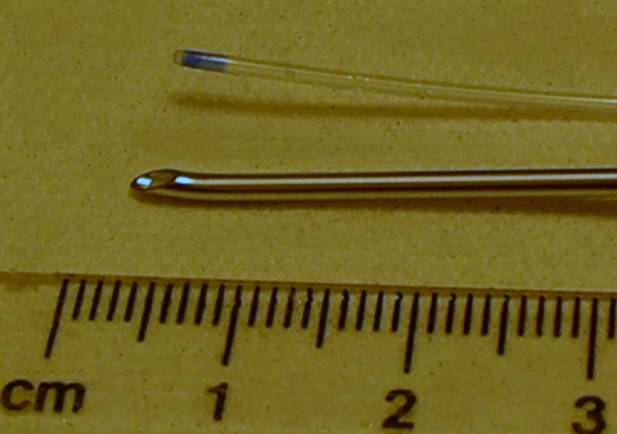
Gebogene Spitze der Tuohy-Kanüle (Darüber ein Periduralkatheter)

Edward Tuohy (* 17. März 1908 in Duluth (Minnesota), USA; † 12. Februar 1959) war ein US-amerikanischer Anästhesist, der vor allem durch die Entwicklung der nach ihm benannten Tuohy-Nadel bekannt ist. Diese ist heute die meistgenutzte Punktionskanüle bei der Periduralanästhesie, einem rückenmarksnahen Regionalanästhesieverfahren.
Tuohy wuchs im mittleren Westen der USA auf, 1929 absolvierte er seinen Bachelor of Science an der University of Minnesota. Im Anschluss studierte er Medizin an der University of Pennsylvania, ab 1933 arbeitete er als Assistenzarzt für Innere Medizin an der Mayo Clinic. Ab 1935 wechselte er in die Anästhesie und erhielt 1936 den ersten Master-of-Science-Abschluss über Anästhesie in den USA. Im Zweiten Weltkrieg diente er als Arzt in der US-Armee. Nach dem Krieg wurde er Chefarzt für Anästhesie in Georgetown. 1947 wurde er Präsident der American Society of Anesthesiologists, 1951 Professor für Anästhesie an der University of Southern California. 1959 verstarb er an einem Schlaganfall.
Edward Tuohy entwickelte in den 1940er Jahren die später nach ihm benannte Punktionskanüle. Entscheidende Änderungen zu den vorher genutzten Nadeln waren insbesondere die gebogene Spitze, die die Erfolgsraten der Anästhesieverfahren steigerte und das Risiko einer Perforation der Dura reduzierte. Tuohy erfand dieses Prinzip allerdings nicht, sondern übernahm diese Erfindung des Zahnarztes Ralph L. Huber (1890–1953). Dieser hatte die gebogene Kanülenspitze entwickelt, um den Injektionsschmerz in Blutgefäße und die Gewebstraumatisierung zu lindern. Tuohy ließ Huber bei der Beschreibung seiner modifizierten Nadel unberücksichtigt, was heute kritisiert wird.